# Мілтон Херші

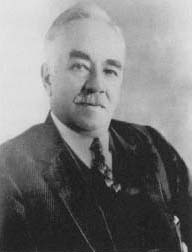

Мілтон Херші (англ. Milton Snavely Hershey ; 13 вересня 1857, Пенсільванія, США - 13 жовтня 1945, Херші, Пенсільванія) — засновник першої американської шоколадної компанії «Херші» та міста Херші в Пенсільванії.

## Життєпис
У 1901 кондитер Мілтон Херші вирішив організувати фабрику з виробництва шоколаду, який до цього був рідкісними ласощами в Америці, які привозилися з Європи. Бізнес виявився прибутковим, і в 1906 розбагатілий кондитер придбав велику ділянку землі для розширення фабрики і залучення нових працівників. Він вирішив збудувати не просто вулиці з рядами житлових будинків, а місто з алеями, садженими деревами вулицями, з цегляними двосімейними будинками з газонами та двориками. Він був зацікавлений у забезпеченні своїх службовців як роботою, а й соціальної підтримкою: різними магазинами, якісної системою освіти, медицини, транспорту тощо. буд.
Так з'явилося місто-парк Херші (HersheyPark), яке урочисто відкрилося 24 квітня 1907 і швидко розширилося протягом наступних кількох років, коли з'явилися місця відпочинку та розваги, атракціони, плавальний басейн, танцзал, зоопарк, а з появою трамваїв та поїздів місто стало зручний не тільки для його мешканців, але змогло приймати і гостей. Особливою заслугою Мілтона Херші стало те, що багато будівель з'явилися під час Великої депресії, таким чином створювалися робочі місця, саме тоді було збудовано готельний комплекс, театр, стадіон, клуб для проведення культурних та громадських заходів.
У 1912 сім'я Херші збиралася подорожувати на британському лайнері «Титанік», проте через раптову хворобу дружини подорож довелося скасувати.
За рік до смерті він відійшов від управління фабрикою та містом.
У віці 88 років помер у заснованому ним місті у лікарні свого імені (Hershey Hospital).